# Nora Azurmendi
Nora Azurmendi Arzalluz (San Sebastián, 10 de octubre de 1995) es una exjugadora de balonmano española. Su último equipo fue el Balonmano Zarautz y, con el Bera Bera, se proclamó campeona de la Liga española y de la Copa de la Reina.

## Trayectoria
Formada en la cantera donostiarra del Bera Bera desde los 11 años hasta los 18, se mudó a Madrid para estudiar fisioterapia. Durante su época en la capital española jugó en el Club Balonmano Alcobendas, en el que debutó en Europa en las mejores temporadas del club madrileño en primera división.
En 2017, con 22 años, Nora vuelve al Bera Bera para seguir jugando en la máxima división nacional en un año en el que el club vasco perdió a Ana Temprano, Ana Martínez, Patri Elorza, Alicia Fernández y Marta López pero abrió sus puertas a Silvia Arderius y Merche Castellanos.
Tras alzarse con 1 Liga y perder la final de la Copa de la Reina, en 2019 se anunció su salida del Bera Bera en una rueda de prensa que compartió con la lateral usurbildarra Estitxu Berasategi y la presidenta del club, Tati Garmendia. Al intentar compaginar el balonmano y su trabajo decidió jugar con el Balonmano Zarautz, en la segunda división española, por entonces denominada División de Honor Plata. En el club zarauztarra estuvo hasta la temporada 2022-23, año en el que abandonó el balonmano.

### Clubes
- -2013: Bera Bera[8]
- 2013-17: Helvetia Balonmano Alcobendas[8]
- 2017-19: Super Amara Bera Bera[7]
- 2019-23: Aiala Zarautz Z.K.E.[6][9]

## Títulos y galardones

### Clubes
- 1 x División de Honor española (2017/18)
- 1 x Copa de la Reina (2018/19)

## Datos biográficos
Es hija de Nekane Arzalluz Iturriza primera mujer presidenta de un club masculino de ACB y actualmente Teniente Alcalde del Ayuntamiento de Donostia San Sebastián. Es prima del jugador de fútbol Álvaro Odriozola.